# 茂木英興
茂木 英興（もぎ ひでおき、1968年12月14日 - ）は映画・テレビドラマ・CMの音楽プロデューサー。株式会社グランドファンク代表取締役。日本広告音楽制作者連盟（JAM）理事。東京都出身。

## 作品

### 映画
「MovieWalker」のリストを参照。MovieWalkerに掲載の無い作品は追加脚注。
- 「けものがれ、俺らの猿と」（2001年 音楽制作）
- 「殴者 NAGURIMONO」（2005年 音楽プロデューサー）[4]
- 「スクラップ・ヘブン」（2005年 音楽制作）
- 「ハチミツとクローバー」（2006年 音楽プロデューサー）
- 「ララピポ」（2009年 音楽プロデューサー）
- 「BECK」（2010年 音楽プロデューサー）
- 「サビ男サビ女」 – 第4話「せびろやしき」 -（2011年 音楽プロデューサー）
- 「劇場版 SPEC〜天〜」（2012年 音楽プロデューサー）
- 「劇場版 SPEC〜結〜漸ノ篇」（2013年 音楽プロデューサー）
- 「劇場版 SPEC〜結〜爻ノ篇」（2013年 音楽プロデューサー）
- 「くちづけ」（2013年 音楽プロデューサー）
- 「ホットロード」（2014年 音楽プロデューサー）
- 「悼む人」（2015年 音楽プロデューサー）
- 「イニシエーション・ラブ」（2015年 音楽プロデューサー）
- 「海街diary」（2015年 音楽プロデューサー）
- 「天空の蜂」（2015年 音楽プロデューサー）
- 「真田十勇士」（2016年 音楽プロデューサー）[5]
- 「破門 ふたりのヤクビョーガミ」（2017年 音楽プロデューサー）[6]
- 「東京喰種トーキョーグール」（2017年 音楽プロデューサー）[7]
- 「人魚の眠る家」（2018年 音楽プロデューサー）
- 「栞 -Shiori-」 （2018年 音楽プロデューサー）
- 「12人の死にたい子どもたち」   （2019年 音楽プロデューサー）
- 「ザ・ファブル」 （2019年 音楽プロデューサー）
- 「東京喰種 トーキョーグールS」 （2019年 音楽プロデューサー）
- 「望み」（2020年　音楽プロデューサー）
- 「フード・ラック！食運」（2020年　音楽プロデューサー）
- 「ザ・ファブル　殺さない殺し屋」（2021年　音楽プロデューサー）
- 「ファーストラヴ」（2021年　音楽プロデューサー）[8][9]
- 「truth～姦しき弔いの果て～」（2022　音楽プロデューサー）[10]
- 「ゲネプロ7」（2023　音楽プロデューサー）[11]
- 「おとななじみ」（2023　音楽プロデューサー）[12]
- 「最好的相遇(An Encounter to Remember) 」（2023　音楽プロデューサー）
- 「あの花が咲く丘で、君とまた出会えたら。」（2023　音楽プロデューサー）[13]
- 「劇場版 君と世界が終わる日に FINAL」（2024　音楽プロデューサー）[14]
- 「マンガ家、堀マモル」（2024　音楽プロデューサー）
- 「夏目アラタの結婚」（2024年　音楽プロデューサー）[15]
- 「私にふさわしいホテル」（2024　音楽プロデューサー）[16]
- 「STEP OUT にーにーのニライカナイ」（2025　音楽プロデューサー）
- 「Demon City 鬼ゴロシ」（2025　音楽プロデューサー）[17]
- 「Page30」（2025　音楽プロデューサー）
- 「か「」く「」し「」ご「」と「」（2025　音楽プロデューサー）[18]

### ドラマ
- 「私立探偵 濱マイク」 - 第5話「花」 -（日本テレビ 2002年 音楽制作）
- 「オルファクトグラム」（WOWOW 2002年 音楽制作）
- 「X'smap〜虎とライオンと五人の男〜」（フジテレビ 2004年 音楽プロデューサー）[19]
- 「デビルメイクライ」（WOWOW 2007年 音楽制作）
- 「SPEC〜警視庁公安部公安第五課 未詳事件特別対策係事件簿〜」（TBS 2010年 音楽プロデューサー）[19]
- 「ZETMAN」（読売テレビ 2012年 音楽プロデューサー）
- 「SPEC〜翔〜」（TBS 2012年 音楽プロデューサー）[19]
- 「SPEC〜零〜」（TBS 2013年 音楽プロデューサー）[19]
- 「ごちそうさん (2013年のテレビドラマ)（NHK 2013年 音楽制作）
- 「視覚探偵 日暮旅人」（日本テレビ 2015年 音楽プロデューサー）[19]
- 「闇の伴走者」（WOWOW 2015年 音楽プロデューサー）
- 「刑事バレリーノ」（日本テレビ 2016年 音楽プロデューサー）[19]
- 「ナオミとカナコ」（フジテレビ 2016年 音楽プロデューサー）
- 「龍が如く 魂の詩。」（ゲオチャンネル 2016年 音楽プロデューサー）[20]
- 「視覚探偵 日暮旅人」（日本テレビ 2017年 音楽プロデューサー）[21]
- 「ぼくらの勇気 未満都市2017」（日本テレビ 2017年 音楽プロデューサー）
- 「逃亡料理人ワタナベ」   （ひかりTV 2019年 音楽プロデューサー）
- 「SICK’S　〜内閣情報調査室特務事項専従係事件簿〜」（Paravi 2019年 音楽プロデューサー）
- 「アレク氏2120」（Amazon Audible 2020年 音楽プロデューサー）
- 「君と世界が終わる日に」（日本テレビ 2021年 音楽プロデューサー）
- 「死神さん」（Hulu 2021年 音楽プロデューサー）
- 「ケイ×ヤク －あぶない相棒」（読売テレビ 2022年 音楽プロデューサー）
- 「逃亡医F」（日本テレビ 2022年 音楽プロデューサー）
- 「死神さん2」（Hulu 2022年 音楽プロデューサー）
- 「Get Ready!」（TBS 2023年 音楽プロデューサー）
- 「サンクチュアリ -聖域-」（Netflix 2023年 音楽プロデューサー）
- 「ノッキンオン・ロックドドア」（テレビ朝日 2023年 音楽プロデューサー)
- 「消せない「私」ー復讐の連鎖ー」（日本テレビ2024年 音楽プロデューサー)
- 「どうか私より不幸でいてください」（日本テレビ 2024年 音楽プロデューサー)
- 「笑うレッドリスト」（NHK 2024年 音楽プロデューサー)
- 「令和の三英傑」（中京テレビ 2024年 音楽プロデューサー)
- 「福岡恋愛白書20 スイーツメモリーズ」（KBC 2025年 音楽プロデューサー)
- 「ゲート・オン・ザ・ホライズン ～GOTH～」（フジテレビ 2025年 サウンドデザイン)

### CM音楽プロデュース提供企業
CMで音楽プロデュースを担当した代表的な企業。「株式会社グランドファンク」-「PEOPLE」参照。
TOYOTA、AISIN、大塚製薬、リクルート、大和証券、NTT docomo、Kracie、Yahoo! JAPAN、明治 (企業)、ナブテスコ、アラクス、タマホーム、フォーラムエンジニアリング、JT、グリコ、三井不動産、SUBARU、TOTO、バスクリン、Coca-Cola、KIRIN、資生堂、Intel、アエラホーム、DeNA、LIXIL、住友生命、SHARP、NTT東日本、東芝、JAL、JR東日本、SECOM、JRA、日本医師会、東京ガス、大和ハウス、日清、サントリー、大塚製薬、P&G、メルセデス・ベンツ

### 作曲
JASRACが管理する作品データベース「J-WID」で検索。 
- 「WHITE AGAIN」（CMソング／KIRIN WHITE COFFIE/キリンビバレッジ）
- 「STEALING BLUES」（X'smap〜虎とライオンと五人の男〜より（フジテレビ系））
- 「VISION IN MY HEAD」（CMソング/IXY DIGITAL/キヤノン）
- 「POCKETFUL OF JOY」（アーティスト：MONORAL）
- 「I HATE HATE」（『嫌われ松子の一生』より（東宝））
- 「SMOKER JET SET」（『嫌われ松子の一生』より（東宝））
- 「ハチミツとクローバーBGM」（『ハチミツとクローバー』より）

### その他
- NHK「明日へ」東日本大震災復興支援ソング「花は咲く」（2012～15年 音楽制作）[23]